# Bystrianske podhorie
Bystrianske podhorie je geomorfologický podcelek Horehronského podolia. Leží severně od města Brezno.

## Vymezení
Výrazně zvlněné území vytváří přechod mezi údolím Hronu a horským pásmem Nízkých Tater. Sousedními podcelky jsou v rámci geomorfologického celku Heľpianske podolie na východě, Breznianska kotlina na jihu a Lopejská kotlina na západě. Na severu navazují Ďumbierské a Kráľovohoľské Tatry.

## Ochrana přírody
Území je součástí ochranného pásma Národního parku Nízké Tatry. Nacházejí se zde chráněná území Suchá dolina, Horné lazy a Breznianska skalka. Známou atrakcí je Bystrianská jeskyně.

## Doprava
Jižním okrajem podcelku vede po severním břehu řeky Hron silnice I/66 (Banská Bystrica - Brezno - Poprad), tvořící hlavní dopravní tepnu Horehroní. Z Podbrezové vede silnice I/72 do Liptovského Hrádku přes horské sedlo Čertovica, na kterou se v Bystré připojuje silnice II/584 na Trangošku. Z Mýta pod Ďumbierom vede silnice II/584 do Bujakova, čímž se zkracuje cesta do Heľpy.

## Turismus
V severní části území leží významná střediska cestovního ruchu Krpáčovo a Tále, nabízející komplex služeb během celého roku. Lokality propojuje  červeně značená turistická trasa, kterou křižuje několik tras na hřeben Nízkých Tater. Nedaleko Bystré se nachází atraktivní Bystrianská jeskyně.